# Список прем'єр-міністрів Португалії
Це список голів урядів та прем'єр-міністрів Португалії.

Офіційний прапор прем'єр-міністра Португалії

Список прем'єр-міністрів Португалії містить перелік очільників уряду Португалії, які займали посаду прем'єр-міністра, а також аналогічні посади з 1834 року. Прем'єр-міністр Португалії (порт. Primeiro-ministro de Portugal) є шефом виконавчої влади і координує дії міністрів свого уряду, представляє його перед іншими гілками влади (президент Республіки, Національна Асамблея, судова влада), звітується перед Національною Асамблеєю, а також інформує президента Республіки.

## Історія
Прем'єр-міністр Португалії є сучасною назвою голови уряду Португалії. Таку назву було офіційно закладено в Конституції 1976 року, що була прийнята після Революції гвоздик 25 квітня 1974 року. До 1974 року компетенції голови уряду відрізнялися від чинних. Після Ліберальної революції в Порту (1820 рік) у Португалії було встановлено ліберальний режим та парламентаризм. На початку періоду лібералізму було від 3 до 6 державних секретарів (порт. secretário de estado) на рівних засадах в ієрархічному відношенні, при чому державний секретар Внутрішніх справ Імперії (порт. secretário de estado dos Negócios Interiores do Reino), який часто називався міністром Імперії, займав чільне положення. Іноді усіма державними секретарями керував так званий міністр Розпоряджень (порт. ministro assistente ao Despacho), тобто фактично був наділений повноваженнями прем'єр-міністра.
Зі встановленням у Португалії режиму конституційної монархії у 1834 році (початок другого періоду лібералізму після короткочасної спроби відновити абсолютизм) було запроваджено посаду голови Ради міністрів (порт. presidente do Conselho de Ministros), який був наділений повноваженнями голови уряду Імперії що стосувались виконавчої влади, проте обмежувався контролюючою владою Національного конгресу.
Після проголошення Португалії Республікою 5 жовтня 1910 року уряд очолював так званий голова Міністерства (порт. presidente do Ministério). Протягом цього періоду голови відповідних урядів перебували під сильною владою парламенту і часто звільнялись в результаті частих парламентських потрясінь і соціальної нестабільності.
28 травня 1926 року в Португалії відбувся державний переворот, і, в кінцевому підсумку, після формування квазі-фашистського диктаторського режиму Нової держави було відновлено посаду голови Ради міністрів, який номінально був наділений найбільшими владними повноваженнями в країні. Спочатку Олівейра Салазар, а потім його послідовник Марселу Каетану разом перебували на цій посаді майже 42 роки. З революцією 25 квітня 1974 року посаду голови Ради міністрів було скасовано, а голова уряду став називатися прем'єр-міністром. З того часу ця назва не змінювалась.
Прем'єр-міністром на посаді є соціаліст Антоніу Кошта, який переміг на законодавчих виборах 2015 року.

## Конституційна монархія (1834—1910)
Колір у таблиці відображає політичну приналежність того чи іншого прем'єр-міністра:
| #  | Зображення | Голова уряду | Повне ім'я | Початок правління | Кінець правління  | Партійна приналежність                                                                     |
| -- | ---------- | --- | --- | ----------------- | ----------------- | ------------------------------------------------------------------------------------------ |
| 1  |            | Педру де Соуза Гольштейн де Палмела, 1-й герцог де Палмела | порт. Pedro de Sousa Holstein, 1.º duque de Palmela                                                                        | 9 грудня 1834     | 4 квітня 1835     | Чартисти / Шамору                                                                          |
| —  |            | Рада у складі: Жозе да Сілва Карвалью Агоштінью Жозе Фрейре Жозе Луїш де Соуза Ботелью Моран і Вашсонселуш, граф де Віла Реал | | 28 квітня 1835    | 4 травня 1835     | Шамору Уряд працював без єдиного керівництва.                                              |
| 2  |            | Віторіу Марія Франсішку де Соуза Коутіньо Тейшейра де Андраде Барбоза, 2-й граф де Ліньяреш | порт. Vitório Maria Francisco de Sousa Coutinho Teixeira de Andrade Barbosa, 2.º conde de Linhares                         | 4 травня 1835     | 27 травня 1835    | Шамору                                                                                     |
| 3  |            | Жуан Карлуш Грегоріу Домінгуш Вісенте Франсішку де Салданья Олівейра і Даун, герцог де Салданья | порт. João Carlos Gregório Domingos Vicente Francisco de Saldanha Oliveira e Daun, 1.° marquês de Saldanha                 | 27 травня 1835    | 18 листопада 1835 | Позапартійний                                                                              |
| 4  |            | полковник Жозе Жоржи Лорейру | порт. José Jorge Loureiro                                                                                                  | 18 листопада 1835 | 20 квітня 1836    | Позапартійний                                                                              |
| 5  |            | маршал Антоніу Жозе де Соза Мануел де Менезеш Северім де Норонья, 1-й герцог да Терсейра та 1-й маркіз де Віла-Флор | порт. António José de Sousa Manuel de Meneses Severim de Noronha, 1.º duque da Terceira e 1.º marquês de Vila Flor         | 20 квітня 1836    | 10 вересня 1836   | Чартисти                                                                                   |
| 6  |            | бригадир Жозе Мануел Інасіу да Кунья і Менезіш да Гама і Вашсонселуш Карнейру де Соуза Португал і Фаро | порт. José Manuel Inácio da Cunha e Meneses da Gama e Vasconcelos Carneiro de Sousa Portugal e Faro, 4.º conde de Lumiares | 10 вересня 1836   | 4 листопада 1836  | Септембристи                                                                               |
| —  |            | Жозе Бернардіну Португал і Каштру, 12-й граф де Віміозу и 5-й маркіз де Валенса | порт. José Bernardino de Portugal e Castro, 12.º conde de Vimioso e 5.º marquês de Valença                                 | 4 листопада 1836  | 5 листопада 1836  | Чартисти Не був приведений до присяги, уряд був розпущений наступного дня після створення. |
| 7  |            | Бернарду де Са Ногейра де Фігейреду, 1-й віконт де Са да Бандейра | порт. Bernardo de Sá Nogueira de Figueiredo, 1.º visconde de Sá da Bandeira                                                | 5 листопада 1836  | 1 червня 1837     | Септембристи                                                                               |
| 8  |            | Антоніу Діаш де Олівейра | порт. António Dias de Oliveira                                                                                             | 1 червня 1837     | 10 серпня 1837    | Септембристи                                                                               |
| 9  |            | Бернарду де Са Ногейра де Фігейреду, 1-й віконт де Са да Бандейра | порт. Bernardo de Sá Nogueira de Figueiredo, 1.º visconde de Sá da Bandeira                                                | 10 серпня 1837    | 18 квітня 1839    | Септембристи                                                                               |
| 10 |            | Родрігу Пінту Пізарру де Алмейда Карвальяш | порт. Rodrigo Pinto Pizarro de Almeida Carvalhais, 1.º barão da Ribeira de Sabrosa                                         | 18 квітня 1839    | 26 листопада 1839 | Септембристи                                                                               |
| 11 |            | Жозе Лусіу Травасуш Валдіш, 1-й граф ду Бонфін | порт. José Lúcio Travassos Valdez, 1º conde do Bonfim                                                                      | 26 листопада 1839 | 9 червня 1841     | Септембристи                                                                               |
| 12 |            | Жуакін Антоніу де Агіяр | порт. Joaquim António de Aguiar                                                                                            | 9 червня 1841     | 7 лютого 1842     | Септембристи                                                                               |
| 13 |            | Педру де Соуза Гольштейн де Палмела, 1-й герцог де Палмела | порт. Pedro de Sousa Holstein, 1.º duque de Palmela                                                                        | 7 лютого 1842     | 9 лютого 1842     | Позапартійний                                                                              |
| 14 |            | маршал Антоніу Жозе де Соза Мануел де Менезіш Северім де Норонья, 1-й герцог да Тершейра та 1-й маркіз де Віла-Флор | порт. António José de Sousa Manuel de Meneses Severim de Noronha, 1.º duque da Terceira e 1.º marquês de Vila Flor         | 9 лютого 1842     | 20 травня 1846    | Чартисти                                                                                   |
| 15 |            | Педру де Соуза Гольштейн де Палмела, 1-й герцог де Палмела | порт. Pedro de Sousa Holstein, 1.º duque de Palmela                                                                        | 20 травня 1846    | 6 жовтня 1846     | Чартисти                                                                                   |
| 16 |            | Жуан Карлуш Грегоріу Домінгуш Вісенте Франсішку де Салданья Олівейра і Даун, герцог де Салданья | порт. João Carlos Gregório Domingos Vicente Francisco de Saldanha Oliveira e Daun, 1.° duque de Saldanha                   | 6 жовтня 1846     | 28 квітня 1847    | Чартисти                                                                                   |
| —  |            | Рада у складі: Франсішку Таваріш де Алмейда Проенса Мануел Дуарте Лейтан Жуан Гуалберту де Олівейра, граф де Тожал | | 28 квітня 1847    | 22 серпня 1847    | Чартисти Уряд працював без єдиного керівництва.                                            |
| —  |            | Рада у складі: Антоніу де Азеведу Мелу і Карвалью Франсішку Антоніу Фернандеш да Сілва Ферран Маріну Мігел Франзіні Антоніу Жозе да Сілва Леан, барон де Алмофала Жоан де Фонтеш Перейра де Мело Жоакім Антоніу Велеш Баррейруш, барон де Носа Сеньйора да Луш | порт. António José da Silva Leão, barão de Almofala                                                                        | 22 серпня 1847    | 18 грудня 1847    | Чартисти Уряд працював без єдиного керівництва.                                            |
| 16 |            | Жуан Карлуш Грегоріу Домінгуш Вісенте Франсішку де Салданья Олівейра і Даун, герцог де Салданья | порт. João Carlos Gregório Domingos Vicente Francisco de Saldanha Oliveira e Daun, 1.° duque de Saldanha                   | 18 грудня 1847    | 18 червня 1849    | Чартисти                                                                                   |
| 17 |            | Антоніу Бернарду да Кошта Кабрал, 1-й граф де Томар | порт. António Bernardo da Costa Cabral, 1.° conde de Tomar                                                                 | 18 червня 1849    | 26 квітня 1851    | Чартисти                                                                                   |
| 18 |            | маршал Антоніу Жозе де Соза Мануел де Менезіш Северім де Норонья, 1-й герцог да Тершейра та 1-й маркиз де Віла-Флор | порт. António José de Sousa Manuel de Meneses Severim de Noronha, 1.º duque da Terceira e 1.º marquês de Vila Flor         | 26 квітня 1851    | 1 травня 1851     | Чартисти                                                                                   |
| 19 |            | Жуан Карлуш Грегоріу Домінгуш Вісенте Франсішку де Салданья Олівейра і Даун, герцог де Салданья | порт. João Carlos Gregório Domingos Vicente Francisco de Saldanha Oliveira e Daun, 1.° duque de Saldanha                   | 1 травня 1851     | 6 червня 1856     | Партія відродження                                                                         |
| 20 |            | Нуну Жозе Северу де Мендоса Ролін де Мора Баррету, 1-й герцог де Лоле и 9-й граф де Вале де Рейш | порт. Nuno José Severo de Mendoça Rolim de Moura Barreto, 2.º marquês de Loulé e 9.º conde de Vale de Reis                 | 6 червня 1856     | 16 березня 1859   | Історична партія                                                                           |
| 21 |            | маршал Антоніу Жозе де Соза Мануел де Менезіш Северім де Норонья, 1-й герцог да Терсейра та 1-й маркіз де Віла-Флор | порт. António José de Sousa Manuel de Meneses Severim de Noronha, 1.º duque da Terceira e 1.º marquês de Vila Flor         | 16 березня 1859   | 26 квітня 1860    | Партія відродження                                                                         |
| –  |            | Рада у складі: Антоніу Марія де Фонтеш Перейра де Мелу Жуан Баптішта да Сілва Ферран де Карвалью Мартінш Жозе Марія Калдейра до Касаш Рібейру Антоніу де Серпа Піментел                                                                                        | | 26 квітня 1860    | 1 травня 1860     | Партія відродження Уряд працював без єдиного керівництва.                                  |
| 22 |            | Жуакін Антоніу де Агіяр | порт. Joaquim António de Aguiar                                                                                            | 1 травня 1860     | 4 липня 1860      | Партія відродження                                                                         |
| 23 |            | Нуну Жозе Северу де Мендоса Ролін де Мора Баррету, 1-й герцог де Лоле и 9-й граф де Вале де Рейш | порт. Nuno José Severo de Mendoça Rolim de Moura Barreto, 1.º duque de Loulé e 9.º conde de Vale de Reis                   | 4 липня 1860      | 17 квітня 1865    | Історична партія                                                                           |
| 24 |            | Бернарду де Са Ногейра де Фігейреду, 1-й маркіз де Са да Бандейра | порт. Bernardo de Sá Nogueira de Figueiredo, 1.º marquês de Sá da Bandeira                                                 | 17 квітня 1865    | 4 вересня 1865    | Партія реформ                                                                              |
| 25 |            | Жуакін Антоніу де Агіяр | порт. Joaquim António de Aguiar                                                                                            | 4 вересня 1865    | 4 січня 1868      | Партія відродження/Історична партія                                                        |
| 26 |            | Антоніу Жозе де Авіла, 1-й маркіз де Авіла і Болама | порт. António José de Ávila, 1.º conde de Ávila                                                                            | 4 січня 1868      | 22 липня 1868     | Позапартійний                                                                              |
| 27 |            | Бернарду де Са Ногейра де Фігейреду, 1-й маркіз де Са да Бандейра | порт. Bernardo de Sá Nogueira de Figueiredo, 1.º marquês de Sá da Bandeira                                                 | 22 липня 1868     | 11 серпня 1869    | Партія реформ                                                                              |
| 28 |            | Нуну Жозе Северу де Мендоса Ролін де Мора Баррету, 1-й герцог де Лоле и 9-й граф де Вале де Рейш | порт. Nuno José Severo de Mendoça Rolim de Moura Barreto, 1.º duque de Loulé e 9.º conde de Vale de Reis                   | 11 серпня 1869    | 19 травня 1870    | Історична партія                                                                           |
| 29 |            | Жуан Карлуш Грегоріу Домінгуш Вісенте Франсішку де Салданья Олівейра і Даун, герцог де Салданья | порт. João Carlos Gregório Domingos Vicente Francisco de Saldanha Oliveira e Daun, Duque de Saldanha                       | 19 травня 1870    | 29 серпня 1870    | Партія відродження                                                                         |
| 30 |            | Бернарду де Са Ногейра де Фігейреду, 1-й маркіз де Са да Бандейра | порт. Bernardo de Sá Nogueira de Figueiredo, 1.º marquês de Sá da Bandeira                                                 | 29 серпня 1870    | 29 жовтня 1870    | Партія реформ                                                                              |
| 31 |            | Антоніу Жозе де Авіла, 1-й маркіз де Авіла і Болама | порт. António José de Ávila, 1.º marquês de Ávila e Bolama                                                                 | 29 жовтня 1870    | 13 вересня 1871   | Партія реформ                                                                              |
| 32 |            | Антоніу Марія де Фонтеш Перейра де Мелу | порт. António Maria de Fontes Pereira de Melo                                                                              | 13 вересня 1871   | 5 березня 1877    | Партія відродження                                                                         |
| 33 |            | Антоніу Жозе де Авіла, 1-й маркіз де Авіла і Болама | порт. António José de Ávila, 1.º marquês de Ávila e Bolama                                                                 | 5 березня 1877    | 29 січня 1878     | Прогресисти                                                                                |
| 34 |            | Антоніу Марія де Фонтеш Перейра де Мелу | порт. António Maria de Fontes Pereira de Melo                                                                              | 29 січня 1878     | 1 червня 1879     | Партія відродження                                                                         |
| 35 |            | Анселму Жозе Браанкамп де Алмейда Кастелу Бранку | порт. Anselmo José Braamcamp de Almeida Castelo Branco                                                                     | 1 червня 1879     | 29 березня 1881   | Прогресисти                                                                                |
| 36 |            | Антоніу Родрігіш Сампаю | порт. António Rodrigues Sampaio                                                                                            | 29 березня 1881   | 14 листопада 1881 | Партія відродження                                                                         |
| 37 |            | Антоніу Марія де Фонтеш Перейра де Мелу | порт. António Maria de Fontes Pereira de Melo                                                                              | 14 листопада 1881 | 20 лютого 1886    | Партія відродження                                                                         |
| 38 |            | Жозе Лусіану де Кастру Перейра Корте-Реал | порт. José Luciano de Castro Pereira Corte-Real                                                                            | 20 лютого 1886    | 14 січня 1890     | Прогресисти                                                                                |
| 39 |            | Антоніу де Серпа Піментел | порт. António de Serpa Pimentel                                                                                            | 14 січня 1890     | 14 жовтня 1890    | Партія відродження                                                                         |
| 40 |            | Жуан Крізоштому де Абреу и Соуза | порт. João Crisóstomo de Abreu e Sousa                                                                                     | 14 жовтня 1890    | 17 січня 1892     | Позапартійний                                                                              |
| 41 |            | Жозе Діаш Феррейра | порт. José Dias Ferreira                                                                                                   | 17 січня 1892     | 23 лютого 1893    | Позапартійний                                                                              |
| 42 |            | Ернешту Родолфу Інтше Рібейру | порт. Ernesto Rodolfo Hintze Ribeiro                                                                                       | 23 лютого 1893    | 7 лютого 1897     | Партія відродження                                                                         |
| 43 |            | Жозе Лусіану де Кастру Перейра Корте-Реал | порт. José Luciano de Castro Pereira Corte-Real                                                                            | 7 лютого 1897     | 26 червня 1900    | Прогресисти                                                                                |
| 44 |            | Ернешту Родолфу Інтше Рібейру | порт. Ernesto Rodolfo Hintze Ribeiro                                                                                       | 26 червня 1900    | 20 жовтня 1904    | Партія відродження                                                                         |
| 45 |            | Жозе Лусіану де Каштру Перейра Корте-Реал | порт. José Luciano de Castro Pereira Corte-Real                                                                            | 20 жовтня 1904    | 19 березня 1906   | Прогресисти                                                                                |
| 46 |            | Ернешту Родолфу Інтше Рібейру | порт. Ernesto Rodolfo Hintze Ribeiro                                                                                       | 19 березня 1906   | 19 травня 1906    | Партія відродження                                                                         |
| 47 |            | Жуан Феррейра Франку Пінту Каштелу Бранку | порт. João Ferreira Franco Pinto Castelo Branco                                                                            | 19 травня 1906    | 4 лютого 1908     | Ліберальна партія відродження                                                              |
| 48 |            | Франсішку Жуакін Феррейра до Амарал | порт. Francisco Joaquim Ferreira do Amaral                                                                                 | 4 лютого 1908     | 26 грудня 1908    | Позапартійний                                                                              |
| 49 |            | Артур Алберту де Кампуш Енрікіш | порт. Artur Alberto de Campos Henriques                                                                                    | 26 грудня 1908    | 11 квітня 1909    | Партія відродження                                                                         |
| 50 |            | Себаштьян Куштодіу де Соуза Телеш | порт. Sebastião Custódio de Sousa Teles                                                                                    | 11 квітня 1909    | 14 травня 1909    | Позапартійний                                                                              |
| 51 |            | Венсежлау де Соуза Перейра де Ліма | порт. Venceslau de Sousa Pereira de Lima                                                                                   | 14 травня 1909    | 22 грудня 1909    | Позапартійний                                                                              |
| 52 |            | Франсишку Антоніу да Вейжа Бейран | порт. Francisco António da Veiga Beirão                                                                                    | 22 грудня 1909    | 26 червня 1910    | Прогресисти                                                                                |
| 53 |            | Антоніу Тейшейра де Соуза | порт. António Teixeira de Sousa                                                                                            | 26 червня 1910    | 5 жовтня 1910     | Партія відродження                                                                         |

## Перша республіка (1910—1926)
Колір у таблиці відображає політичну приналежність того чи іншого прем'єр-міністра:
| #                                                   | Зображення | Голова уряду                                   | Повне ім'я                                            | Початок правління | Кінець правління  | Партійна приналежність                                                                             |
| --------------------------------------------------- | ---------- | ---------------------------------------------- | ----------------------------------------------------- | ----------------- | ----------------- | -------------------------------------------------------------------------------------------------- |
| 54                                                  |            | Жуакім Теофілу Фернандеш Брага                 | порт. Joaquim Teófilo Fernandes Braga                 | 5 жовтня 1910     | 3 вересня 1911    | Португальська республіканська партія                                                               |
| 55                                                  |            | Жуан Піньєйру Шагаш                            | порт. João Pinheiro Chagas                            | 3 вересня 1911    | 12 листопада 1911 | Португальська республіканська партія                                                               |
| 56                                                  |            | Аугушту Сезар де Алмейда де Вашсонселуш Коррея | порт. Augusto César de Almeida de Vasconcelos Correia | 12 листопада 1911 | 16 червня 1912    | Португальська республіканська партія                                                               |
| 57                                                  |            | Дуарте Лейте Перейра да Сілва                  | порт. Duarte Leite Pereira da Silva                   | 16 червня 1912    | 9 січня 1913      | Позапартійний                                                                                      |
| 58                                                  |            | Афонсу Аугушту да Кошта                        | порт. Afonso Augusto da Costa                         | 9 січня 1913      | 9 лютого 1914     | Демократична партія                                                                                |
| 59                                                  |            | Бернардіну Луіш Машаду Гімарайнш               | порт. Bernardino Luís Machado Guimarães               | 9 лютого 1914     | 12 грудня 1914    | Демократична партія                                                                                |
| 60                                                  |            | Віктор Угу де Азеведу Котінью                  | порт. Victor Hugo de Azevedo Coutinho                 | 12 грудня 1914    | 25 січня 1915     | Демократична партія                                                                                |
| 61                                                  |            | Жуакін Пімента де Каштру                       | порт. Joaquim Pereira Pimenta de Castro               | 25 січня 1915     | 14 травня 1915    | Позапартійний Бригадний генерал                                                                    |
| Конституційна хунта (14 травня 1915—15 травня 1915) |            |                                                |                                                       |                   |                   | |
| –                                                   |            | Жуан Піньєйру Шагаш                            | порт. João Pinheiro Chagas                            | 15 травня 1915    | 17 травня 1915    | Демократична партія Тимчасовий голова уряду                                                        |
| 62                                                  |            | Жозе Аугушту Соареш Рібейру де Каштру          | порт. José Augusto Soares Ribeiro de Castro           | 17 травня 1915    | 30 листопада 1915 | Демократична партія                                                                                |
| 63                                                  |            | Афонсу Аугушту да Кошта                        | порт. Afonso Augusto da Costa                         | 11 червня 1915    | 16 березня 1916   | Демократична партія                                                                                |
| 64                                                  |            | Антоніу Жозе де Алмейда                        | порт. António José de Almeida                         | 16 березня 1916   | 25 квітня 1917    | Священний союз                                                                                     |
| 65                                                  |            | Афонсу Аугушту да Кошта                        | порт. Afonso Augusto da Costa                         | 25 квітня 1917    | 7 жовтня 1917     | Демократична партія                                                                                |
| –                                                   |            | Жозе Марія Мендеш Рібейру Нортун де Матуш      | порт. José Maria Mendes Ribeiro Norton de Matos       | 7 жовтня 1917     | 25 жовтня 1917    | Демократична партія Тимчасовий голова уряду                                                        |
| 66                                                  |            | Афонсу Аугушту да Кошта                        | порт. Afonso Augusto da Costa                         | 25 жовтня 1917    | 19 листопада 1917 | Демократична партія                                                                                |
| –                                                   |            | Жозе Марія Мендеш Рібейру Нортун де Матуш      | порт. José Maria Mendes Ribeiro Norton de Matos       | 19 листопада 1917 | 8 грудня 1917     | Демократична партія                                                                                |
| Революційна хунта (8 грудня 1917—12 грудня 1917)    |            |                                                |                                                       |                   |                   | |
| 66                                                  |            | Сідоніу Бернардіну Кардозу да Сілва Пайш       | порт. Sidónio Bernardino Cardoso da Silva Pais        | 8 грудня 1917     | 14 грудня 1918    | Національно-республіканська партія                                                                 |
| 67                                                  |            | Жуан ду Канту і Каштру да Сілва Антуніш        | порт. João do Canto e Castro da Silva Antunes         | 15 грудня 1918    | 23 грудня 1918    | Національно-республіканська партія                                                                 |
| 68                                                  |            | Жуан Тамажніні де Соза Барбоза                 | порт. João Tamagnini de Sousa Barbosa                 | 23 грудня 1918    | 19 січня 1919     | Національно-республіканська партія                                                                 |
| –                                                   |            | Энріке Мітшел ді Пайва Кабрал Косейру          | порт. Henrique Mitchell de Paiva Cabral Couceiro      | 19 січня 1919     | 13 лютого 1919    | Позапартійний Самопроголошений голова Тимчасової хунти Королівства Португалії (Північної монархії) |
| 69                                                  |            | Жозе Марія де Машкареньяш Релваш де Кампуш     | порт. José Maria de Mascarenhas Relvas de Campos      | 27 січня 1919     | 30 березня 1919   | Демократична партія                                                                                |
| 70                                                  |            | Домінгуш Лейте Перейра                         | порт. Domingos Leite Pereira                          | 30 березня 1919   | 29 червня 1919    | Демократична партія                                                                                |
| 71                                                  |            | Алфреду Эрнешту де Са Кардозу                  | порт. Alfredo Ernesto de Sá Cardoso                   | 29 червня 1919    | 15 січня 1920     | Демократична партія                                                                                |
| –                                                   |            | Франсішку Жозе де Менезеш Фернандеш Кошту      | порт. Francisco José de Meneses Fernandes Costa       | 15 січня 1920     | 15 січня 1920     | Ліберально-республіканська партія "Уряд пяти хвилин"                                               |
| 72                                                  |            | Алфреду Эрнешту де Са Кардозу                  | порт. Alfredo Ernesto de Sá Cardoso                   | 15 січня 1920     | 21 січня 1920     | Демократична партія                                                                                |
| 73                                                  |            | Домінгуш Лейте Перейра                         | порт. Domingos Leite Pereira                          | 21 січня 1920     | 8 березня 1920    | Демократична партія                                                                                |
| 74                                                  |            | Антоніу Марія Баптішта                         | порт. António Maria Baptista                          | 8 березня 1920    | 6 червня 1920     | Демократична партія                                                                                |
| 75                                                  |            | Жозе Рамуш Прету                               | порт. José Ramos Preto                                | 6 червня 1920     | 26 червня 1920    | Демократична партія                                                                                |
| 76                                                  |            | Антоніу Марія да Сілва                         | порт. António Maria da Silva                          | 26 червня 1920    | 19 липня 1920     | Демократична партія                                                                                |
| 77                                                  |            | Антоніу Жуакін Гранжу                          | порт. António Joaquim Granjo                          | 19 липня 1920     | 20 листопада 1920 | Ліберально-республіканська партія                                                                  |
| 78                                                  |            | Алвару Шавьєр де Каштру                        | порт. Álvaro Xavier de Castro                         | 20 листопада 1920 | 30 листопада 1920 | Республіканська партія національного відродження                                                   |
| 79                                                  |            | Ліберату Даміан Рібейру Пінту                  | порт. Liberato Damião Ribeiro Pinto                   | 30 листопада 1920 | 2 березня 1921    | Демократична партія                                                                                |
| 80                                                  |            | Бернардіну Луіш Машаду Гімарайнш               | порт. Bernardino Luís Machado Guimarães               | 2 березня 1921    | 24 травня 1921    | Демократична партія                                                                                |
| 81                                                  |            | Томе де Барруш Кейруш                          | порт. Tomé José de Barros Queirós                     | 24 травня 1921    | 30 серпня 1921    | Ліберально-республіканська партія                                                                  |
| 82                                                  |            | Антоніу Жуакін Гранжу                          | порт. António Joaquim Granjo                          | 30 серпня 1921    | 19 жовтня 1921    | Ліберально-республіканська партія                                                                  |
| 83                                                  |            | Мануел Марія Коелью                            | порт. Manuel Maria Coelho                             | 20 жовтня 1921    | 5 листопада 1921  | Національно-республіканська партія                                                                 |
| 84                                                  |            | Карлуш Энріке да Сілва Мая Пінту               | порт. Carlos Henrique da Silva Maia Pinto             | 5 листопада 1921  | 15 грудня 1921    | Позапартійний                                                                                      |
| 85                                                  |            | Франсішку Пінту да Кунья Леал                  | порт. Francisco Pinto da Cunha Leal                   | 15 грудня 1921    | 6 лютого 1922     | Позапартійний                                                                                      |
| 86                                                  |            | Антоніу Марія да Сілва                         | порт. António Maria da Silva                          | 6 лютого 1922     | 15 листопада 1923 | Демократична партія                                                                                |
| 87                                                  |            | Антоніу Гінештал Машаду                        | порт. António Ginestal Machado                        | 15 листопада 1923 | 18 грудня 1923    | Націоналістична республіканська партія                                                             |
| 88                                                  |            | Алваро Шавьєр де Каштру                        | порт. Álvaro Xavier de Castro                         | 18 грудня 1923    | 7 червня 1924     | Націоналістична республіканська партія                                                             |
| 89                                                  |            | Алфреду Родрігеш Гашпар                        | порт. Alfredo Rodrigues Gaspar                        | 7 червня 1924     | 22 листопада 1924 | Демократична партія                                                                                |
| 90                                                  |            | Жозе Домінгеш душ Сантуш                       | порт. José Domingues dos Santos                       | 22 листопада 1924 | 16 лютого 1925    | Республіканська партія лівих демократів                                                            |
| 91                                                  |            | Віторіну Максіму де Карвалью Гімарайнш         | порт. Vitorino Máximo de Carvalho Guimarães           | 16 лютого 1925    | 2 липня 1925      | Демократична партія                                                                                |
| 92                                                  |            | Антоніу Марія да Сілва                         | порт. António Maria da Silva                          | 2 липня 1925      | 1 серпня 1925     | Демократична партія                                                                                |
| 93                                                  |            | Домінгуш Лейте Перейра                         | порт. Domingos Leite Pereira                          | 1 серпня 1925     | 18 грудня 1925    | Демократична партія                                                                                |
| 94                                                  |            | Антоніу Марія да Сілва                         | порт. António Maria da Silva                          | 18 грудня 1925    | 26 травня 1926    | Демократична партія                                                                                |

## Друга республіка (1926—1974)
Колір у таблиці відображає політичну приналежність того чи іншого прем'єр-міністра:
| #                                 | Зображення | Голова уряду                       | Повне ім'я                                     | Початок правління | Кінець правління | Партійна приналежність                                                |
| --------------------------------- | ---------- | ---------------------------------- | ---------------------------------------------- | ----------------- | ---------------- | --------------------------------------------------------------------- |
| Військова диктатура (1926—1928)   |            |                                    |                                                |                   |                  |                                                                       |
| 95                                |            | Жозе Мендеш Кабесадаш              | порт. José Mendes Cabeçadas Júnior             | 30 травня 1926    | 19 червня 1926   | Позапартійний                                                         |
| 96                                |            | Мануел Гомеш да Кошта              | порт. Manuel de Oliveira Gomes da Costa        | 19 червня 1926    | 9 липня 1926     | Позапартійний                                                         |
| 97                                |            | Анто́ніу О́шкар де Фраго́зу Кармо́на   | порт. António Óscar de Fragoso Carmona         | 9 липня 1926      | 18 квітня 1928   | Позапартійний                                                         |
| –                                 |            | Жайме Кортезан                     | порт. Jaime Zuzarte Cortesão                   | 3 лютого 1927     | 7 лютого 1927    | Позапартійний Голова цивільної Революційної хунти, створеної в Порту. |
| Національна диктатура (1928—1933) |            |                                    |                                                |                   |                  |                                                                       |
| 98                                |            | Жозе Вісенті ді Фрейташ            | порт. José Vicente de Freitas                  | 18 квітня 1928    | 8 липня 1929     | Позапартійний                                                         |
| 99                                |            | Артур Івенш Ферраш                 | порт. Artur Ivens Ferraz                       | 8 липня 1929      | 21 січня 1930    | Позапартійний                                                         |
| 100                               |            | Домінгуш Аугушту да Кошта Олівейра | порт. Domingos Augusto Alves da Costa Oliveira | 21 січня 1930     | 5 липня 1932     | Позапартійний                                                         |
| 101                               |            | Антоніу де Олівейра Салазар        | порт. António de Oliveira Salazar              | 5 липня 1932      | 11 квітня 1933   | Національна єдність                                                   |
| Нова держава (1933—1974)          |            |                                    |                                                |                   |                  |                                                                       |
| 101                               |            | Антоніу де Олівейра Салазар        | порт. António de Oliveira Salazar              | 11 квітня 1933    | 25 вересня 1968  | Національна єдність                                                   |
| 102                               |            | Марселу Каетану                    | порт. Marcello José das Neves Alves Caetano    | 27 вересня 1968   | 25 квітня 1974   | Національна єдність                                                   |

## Прем'єр-міністри після Революції гвоздик
Нумерація в таблиці відображає час без перерви на посаді одного прем'єр-міністра. Наприклад, Анібал Каваку Сілва виконував повноваження голови 10-го, 11-го і 12-го конституційних урядів, тобто був прем'єр-міністром три мандати поспіль як 113-й прем'єр-міністр (а не 113-й, 114-й і 115-й). Маріу Соареш був головою уряду двічі, але не поспіль, тому вважається 106-м і 112-м прем'єр-міністром. Саме тому, у таблиці нижче зазначені 17 прем'єрств, але тільки 16 прем'єр-міністрів.
Колір у таблиці відображає політичну приналежність того чи іншого прем'єр-міністра:
| #                                  | Зображення | Прем'єр-міністр                                                     | Повне ім'я                                                                 | Початок правління | Кінець правління  | Партійна приналежність                                                            |
| ---------------------------------- | ---------- | ------------------------------------------------------------------- | -------------------------------------------------------------------------- | ----------------- | ----------------- | --------------------------------------------------------------------------------- |
| Тимчасові уряди (1974—1976)        |            |                                                                     |                                                                            |                   |                   |                                                                                   |
| –                                  |            | Рада національного порятунку (Антоніу Себаштьяу Рібейру де Спінола) | порт. Junta de Salvação Nacional (порт. António Sebastião Ribeiro Spínola) | 25 квітня 1974    | 16 травня 1974    | Позапартійний уряд                                                                |
| 103                                |            | Аделіну да Палма Карлуш                                             | порт. Adelino Hermitério da Palma Carlos                                   | 16 травня 1974    | 18 липня 1974     | Позапартійний                                                                     |
| 104                                |            | Вашку душ Сантуш Гонсалвеш                                          | порт. Vasco dos Santos Gonsalves                                           | 18 липня 1974     | 19 вересня 1975   | Позапартійний, пізніше — Комуністична партія                                      |
| 105                                |            | Жозе Баптішта Піньєйру де Азеведу                                   | порт. José Baptista Pinheiro de Azevedo                                    | 19 вересня 1975   | 23 червня 1976    | Позапартійний                                                                     |
| –                                  |            | Вашку Фернанду Леотте де Алмейда і Кошта                            | порт. Vasco Fernando Leote de Almeida e Costa                              | 23 червня 1976    | 23 липня 1976     | Позапартійний                                                                     |
| Конституційні уряди (1976—дотепер) |            |                                                                     |                                                                            |                   |                   |                                                                                   |
| 106                                |            | Маріу Алберту Нобре Лопеш Соареш                                    | порт. Mário Alberto Nobre Lopes Soares                                     | 23 липня 1976     | 28 серпня 1978    | Соціалістична партія, з 23 січня 1977 року — разом з Соціал-демократичним центром |
| 107                                |            | Алфреду Жорж Нобре да Кошта                                         | порт. Alfredo Jorge Nobre da Costa                                         | 28 серпня 1978    | 22 листопада 1978 | Позапартійний                                                                     |
| 108                                |            | Карлуш Алберту да Мота Пінту                                        | порт. Carlos Alberto da Mota Pinto                                         | 22 листопада 1978 | 1 серпня 1979     | Позапартійний, пізніше — Соціал-демократична партія                               |
| 109                                |            | Марія де Лурдеш Руйву да Сілва де Матуш Пінтасілгу                  | порт. Maria de Lourdes Ruivo da Silva de Matos Pintasilgo                  | 1 серпня 1979     | 3 січня 1980      | Позапартійна, пізніше — Соціалістична партія                                      |
| 110                                |            | Франсішку Мануел Лумбралеш де Са Карнейру                           | порт. Francisco Manuel Lumbrales de Sá Carneiro                            | 3 січня 1980      | 4 грудня 1980     | Демократичний альянс (Соціал-демократична партія)                                 |
| –                                  |            | Діогу Пінту де Фрейташ ду Амарал                                    | порт. Diogo Pinto de Freitas do Amaral                                     | 4 грудня 1980     | 9 січня 1981      | Демократичний альянс (Соціал-демократичний центр)                                 |
| 111                                |            | Франсішку Жозе Перейра Пінту Балсемау                               | порт. Francisco José Pereira Pinto Balsemão                                | 9 січня 1981      | 9 червня 1983     | Демократичний альянс (Соціал-демократична партія)                                 |
| 112                                |            | Маріу Алберту Нобре Лопеш Соареш                                    | порт. Mário Alberto Nobre Lopes Soares                                     | 9 червня 1983     | 6 листопада 1985  | Соціалістична партія (разом з Соціал-демократичною партією)                       |
| 113                                |            | Анібал Антоніу Каваку Сілва                                         | порт. Aníbal António Cavaco Silva                                          | 6 листопада 1985  | 28 жовтня 1995    | Соціал-демократична партія                                                        |
| 114                                |            | Антоніу Мануел де Олівейра Гутерреш                                 | порт. António Manuel de Oliveira Guterres                                  | 28 жовтня 1995    | 6 квітня 2002     | Соціалістична партія                                                              |
| 115                                |            | Жозе Мануел Дурау Баррозу                                           | порт. José Manuel Durão Barroso                                            | 6 квітня 2002     | 29 червня 2004    | Соціал-демократична партія (разом з Народною партією)                             |
| 116                                |            | Педру Мігел де Сантана Лопеш                                        | порт. Pedro Miguel de Santana Lopes                                        | 29 червня 2004    | 12 березня 2005   | Соціал-демократична партія (разом з Народною партією)                             |
| 117                                |            | Жозе Сократеш Карвалью Пінту де Соуза                               | порт. José Sócrates Carvalho Pinto de Sousa                                | 12 березня 2005   | 21 червня 2011    | Соціалістична партія                                                              |
| 118                                |            | Педру Мануел Мамеде Пасуш Коелью                                    | порт. Pedro Manuel Mamede Passos Coelho                                    | 21 червня 2011    | 26 листопада 2015 | Соціал-демократична партія (разом з Народною партією)                             |
| 119                                |            | Антоніу Луїш Сантуш да Кошта                                        | порт. António Luís Santos da Costa                                         | 26 листопада 2015 | 2 квітня 2024     | Соціалістична партія                                                              |